# Каракачански кон
Вижте пояснителната страница за други значения на Кон.
Каракачански кон е сред най-примитивните породи български коне.

## История
Каракачанският кон е най-запазената порода от всички местни примитивни коне. Това се дължи на консервативните животновъдни традиции на каракачаните. Специфична черта за породата е близкородственото размножаване. Каракачаните използват конете като транспортно средство, с които пренасят цялата си покъщнина през сезонните си миграции от летните пасища към зимните и обратно. Единствената храна за конете се осигурява чрез пашата. Конете, които не са използвани от хората, остават през цялата година високо в планината на групички и в табуни, като сами се грижат за себе си. Дори и през студените зими те намират храна и се защитават от хищници. По този начин качествата на породата се подобряват с помощта и на естествен отбор. В миналото всяко каракачанско семейство е притежавало по 50 – 100 коня. След 1940 г. тази бройка драстично спада на 10 – 15 животни. През 1957 – 1958 г. правителството отнема конете от каракачаните. Поради това, че те са изключително примитивни, не намират приложение в държавните стопанства и броят им бързо намалява. През 2001 г. Българско дружество за опазване на биологичното разнообразие СЕМПЕРВИВА сформира развъдна група каракачански коне в рамките на проекта „Опазване на каракачанската овца, каракачанският кон и каракачанското куче – едни от най-старите породи в Европа“. Животните се отглеждат в Център за редки породи в с. Влахи.
От 2009 г. лиценз за селекционна работа с породата притежава „Асоциацията за редки местни-автохтонни породи в България“ (АРМАПБ).

## Разпространение
Каракачанските коне днес са рядка порода, чиито представители се срещат в Родопите, Рила, Пирин и Стара планина. Използват се за пренасяне на дървен материал върху товарни седла от гората до селищата.
Към 2008 г. според официални данни на МЗХ популацията на породата е наброявала 870 броя. Това е неправилно увеличен брой, към който са вписвани непородисти коне и кръстоски. Реалният брой за 2008 г. е 250 коня.
Рисков статус – застрашена от изчезване.

## Описание
Каракачанските коне са издръжливи, невзискателни и с дребен ръст. Височината при холката е едва 128 см. Цветът на космената покривка е кестеняв, сив, черен. Имат добра мускулатура и широко чело, шията е къса и замускулена, гърбът е широк. Гръдният кош е дълбок и широк. Краката са сухи и силни, а копитата са изключително здрави. Честа практика е конете да работят без подкови.
Каракачанските коне са невероятно силни и издръжливи, имат перфектни работни качества. Използват се за езда и пренасяне на товари. Характерен за тях е буйният темперамент, голяма работоспособност и привързаността към стопанина.